# Víctor Méndez
Víctor Felipe Méndez Obando (* 23. September 1999 in Valdivia) ist ein chilenischer Fußballspieler. Der Mittelfeldspieler steht aktuell bei CSD Colo-Colo unter Vertrag.

## Karriere

### Im Verein
Méndez wurde im südchilenischen Valdivia geboren und wuchs dort auch auf. Er begann mit dem Fußballspielen beim regionalen Verein Deportes Valdivia, ehe er im Alter von 12 Jahren in die Nachwuchsakademie des CD Huachipato aus Talcahuano wechselte. 2016 wechselte er schließlich zu Unión Española in die Hauptstadt Santiago de Chile, wo er die restlichen Jugendmannschaften durchlief. Bereits im folgenden Jahr gehörte er dem Kader der ersten Mannschaft an und konnte sein Profidebüt in der Primera División am 27. August 2017 ausgerechnet beim 1:0-Sieg gegen den CD Huachipato geben. In der Saison kam Méndez jedoch nur zu einem weiteren Einsatz. In den folgenden zwei Saisons gehörte er als Rotationsspieler regelmäßig zur Startformation, jedoch wurde er erst in der Saison 2020 zum unumstrittenen Stammspieler im zentralen Mittelfeld von Unión Española. Sein erstes Tor gelang ihm schließlich am 10. Februar 2021 beim 1:1-Unentschieden gegen Deportes La Serena. Auch in der Saison 2021 blieb Méndez eine feste Figur im Mittelfeld der Rojos und konnte sie bei den Duellen gegen den CD Universidad Católica sowie den CSD Colo-Colo im Oktober beziehungsweise November des Jahres sogar als Kapitän anführen. Nach Ende der Saison wurde er von der chilenischen Zeitung La Tercera in die Mannschaft des Jahres gewählt. Auch in der Saison 2022 blieb Méndez ein wichtiger Bestandteil im Mittelfeld seiner Mannschaft und konnte diese in mehreren Spielen sogar als Kapitän anführen.
Im Juli 2022 wechselte Méndez zum russischen Erstligisten ZSKA Moskau. Dort debütierte er direkt am 6. August 2022 beim 4:1-Sieg gegen den FK Fakel Woronesch, bei dem er in der 88. Spielminute für Konstantin Kutschajew eingewechselt wurde. In den folgenden Partien entwickelte sich Méndez zum Stammspieler seiner Mannschaft im Defensiven Mittelfeld. Im Januar 2025 kehrte er nach Chile zurück und unterschrieb einen Vertrag beim CSD Colo-Colo. Den Leihvertrag mit Krylja Sowetow Samara hatte ZSKA Moskau vorzeitig aufgelöst.

### In der Nationalmannschaft
Bereits 2018 kam Méndez in zwei Freundschaftsspielen der chilenischen U20 gegen Brasilien zum Einsatz. Im folgenden Jahr wurde er von Trainer Héctor Robles in den Kader der U20 für die U-20-Fußball-Südamerikameisterschaft 2019 im eigenen Land berufen. Er kam in drei der vier Gruppenspiele über die volle Länge zum Einsatz, konnte das Ausscheiden nach der Gruppenphase jedoch nicht verhindern.
Im Dezember 2021 wurde Méndez von Trainer Martín Lasarte für die zwei anstehenden Freundschaftsspiele in den Kader der A-Nationalmannschaft berufen. So gab er sein Länderspieldebüt am 9. Dezember 2021 beim 2:2-Unentschieden gegen Mexiko, bei dem er zur zweiten Halbzeit für Marcelino Núñez eingewechselt wurde. Beim Spiel gegen El Salvador drei Tage später stand er sogar in der Startformation.

## Erfolge
Chile U20 
- Südamerikaspiele 2018: Gold